# Frumoasele nopții (film)
Frumoasele nopții (titlul original: în franceză Les Belles de nuit) este un film de comedie romantică, coproducție franco-italiană, realizat în 1952 de regizorul René Clair, protagoniști fiind actorii Gérard Philipe, Magali Vendeuil, Martine Carol și Gina Lollobrigida. 

## Conținut
La începutul anilor 1950, tânărul compozitor Claude lucra noapte de noapte la o operă. Lucrările sale nu i-au adus niciun ban până acum, motiv pentru care își câștigă existența ca profesor de muzică într-un orășel de provincie francez și uneori dând și lecții private. Cu toate acestea, banii lui nu sunt suficienți pentru a plăti chiria la timp în fiecare lună. Pentru a uita de grijile sale și de zgomotul insuportabil din cartierul său, îi place să stea în patul său și să viseze la o lume mai bună. Fidel motto-ului „Totul era mult mai bun pe vremuri!”, Claude rătăcește prin lumea viselor sale prin secolele trecute. Uneori este un compozitor de operă de succes la sfârșitul secolului trecut, alteori un ofițer eroic în slujba lui Napoleon sau chiar un luptător curajos în timpul Revoluției franceze. Este întotdeauna înconjurat de femei frumoase care îl adoră, ale căror fețe le cunoaște din viața reală, cum ar fi minunata Edmée de Villebois, la a cărei fiică îi dă lecții private de pian, sau casiera unei cafenele, care în visul său se transformă în Leïla, o seducătore femeie din harem. Chiar și frumoasa lui vecină Suzanne apare în mod repetat în castelele sale din Spania.
De-a lungul timpului, Claude se rupe din ce în ce mai mult de realitate, motiv pentru care nu-și mai găsește drumul în viața reală: din cauza pașaportului expirat și din cauza insultelor adresate unui oficial, ajunge la închisoare pentru scurt timp. Vrea să facă rost de somnifere pentru a dormi și mai mult, iar prietenii lui sunt deja îngrijorați pentru el. Ei cred că vrea să se arunce de pe un pod, fiind obosit de viață sau să se omoare cu pastilele de dormit, motiv pentru care pun totul în mișcare și plătesc chiria pentru el pentru a preveni presupusa sinucidere planificată. 
Când Claude se dedă din nou gândurilor sale ireale, întâmpină dificultăți neprevăzute în lumea sa de vis, printre care un soț gelos care îl provoacă la duel, o armată de soldați algerieni care îl hăituiesc întruna, sau plonjează în tulburările sângeroase din 1789. Când se trezește din nou, uluit de fanteziile sale barbare, prezentul nu-i mai pare atât de nefast. Începe să aprecieze lucrurile de zi cu zi din mediul său și își dă seama că adevărata Suzanne are mult mai multe de oferit decât orice iluzie. Pentru a scăpa de urmăritorii lui imaginari, nu mai vrea să doarmă. 
Între timp, la oficiul poștal a sosit încă o scrisoare pentru Claude, pe care nu poate să o ridice cu actul de identitate expirat. Datorită prietenilor săi, el primește în cele din urmă scrisoarea. Acesta este un răspuns al directorului unei opere, căruia Claude îi trimisese una din compozițiile sale în urmă cu câteva luni. După cum se dovedește, opera sa l-a încântat pe director, astfel încât i se prevede lui Claude un viitor de succes, cu Suzanne alături de el. 

## Distribuție
- Gérard Philipe – Claude, un tânăr compozitor
- Magali Vendeuil – Suzanne, fiica garagistului / Suzanne (1789)
- Martine Carol – Edmée de Villebois / Edmée (1900)
- Gina Lollobrigida – casiera cafenelei / Leïla (1830)
- Raymond Bussières – Roger, funcționar la garaj, un prieten al lui Claude
- Raymond Cordy – Gaston, garagistul, tatăl lui Suzanne) / marchizul (1789)
- Bernard Lajarrige – Léon, jandarmul, un amic al lui Claude
- Jean Parédès – Paul, farmacistul, un amic al lui Claude
- Albert Michel – poștașul și / temnicerul (1789)
- Pierre Palau – bătrânul care critică epoca
- Marilyn Bufferd – domnișoara / Constance Bonacieux
- Paolo Stoppa – directorul Operei
- R.J. Chauffard – Domnul de Villebois, soțul lui Edmée
- Bernard Dhéran – aviatorul, logodnicul casierei de cafenea
- Henri Marchand – starețul (1789)
- Paul Demange – micul domn care vrea să ia înapoi pianul
- Gil Delamare – D'Artagnan
- Monique Aïssata – camerista Leïlei
- Robert Balpo – directorul colegiului
- Madeleine Barbulée – un client de la poștă
- Georges Bever – ospătarul de la cafenea
- Jacky Blanchot – un moș algerian / Porthos
- Mathilde Casadesus – guvernanta lui Suzanne (1789)
- Marcel Charvey – un martor al duelului
- André Dalibert – generalul
- Joe Davray – un frate al Leïlei
- Jean Daurand – un revoluționar
- Paul Faivre – un plasator la operă
- Bernard Farrel – cel fără de pantaloni
- René Fluet – le deuxième déménageur du piano
- Edouard Francomme – un lacheu / un vecin / un revoluționar
- Guy-Henry – omul preistoric
- Léon Larive – un revoluționar
- Julien Maffre – un agent
- Alain Malloire – un copil din Villebois
- Michel Malloire – un copil din Villebois
- Yannick Malloire – Catherine de Villebois
- Franck Maurice – un revoluționar
- Bernard Musson – un martor al duelului
- Henri Niel – președintele consiliului
- Jean Ozenne – administratorul operei
- Georges Paulais – compozitorul reprimat
- Jane Pierson – doamna la oficiul poștal

## Premii și nominalizări
La Festivalul de film din Veneția din 1952, Frumoasele nopții a concurat pentru Leul de Aur, care a fost în cele din urmă acordat lui René Clément pentru filmul Jocuri interzise. Filmul de comedie al lui René Clair a primit în schimb premiul FIPRESCI. În 1953, René Clair a câștigat Prix Méliès , premiul criticilor francezi pentru această operă a sa. 